# Station Opalenica Wąskotorowa
Station Opalenica Wąskotorowa is een spoorwegstation in de Poolse plaats Opalenica.